# Кипшеньга (река)
Кипшеньга (Кипшенга) — река в России, протекает по территории Никольского района Вологодской области. Левый приток Юга.
Длина реки составляет 84 км, площадь водосборного бассейна — 806 км². Общее направление течения — север-северо-восток. Впадает в Юг в 312 км от его устья.
Основной приток — Миляш (левый).

## Данные водного реестра
По данным государственного водного реестра России относится к Двинско-Печорскому бассейновому округу, водохозяйственный участок реки — Юг, речной подбассейн реки — Малая Северная Двина. Речной бассейн реки — Северная Двина.
Код водного объекта в государственном водном реестре — 03020100212103000010323.